# Lozenets (Provincia de Burgas)
Lozenets (en búlgaro: Лозенец; también Lozenec, Lozenetz) es un pueblo y balneario en el sur de la costa búlgara del mar Negro. Es parte del municipio de Tsarevo, Provincia de Burgas. En 2005 tenía una población de 510 habitantes y el alcalde es Dimitar Dimitrov.
Lozenets fue fundada en 1924 por alrededor de 20 familias de refugiados búlgaros, originarios de Tracia oriental (en su mayoría Peneka y Samokov Malak), que se establecieron inicialmente en Poturnak (Velika), pero se trasladaron a la orilla del mar en busca de mejores condiciones. Se establecieron en las Embelets o área de Ambelia, donde, según la tradición, los viejos viñedos de Tsarevo (o incluso su antigua encarnación) se utilizan para ser localizados. Los primeros pobladores vivían de la ganadería, la agricultura, la tala de árboles y la pesca.
A partir de la década de 1960, el país y el turismo marítimo internacional han cambiado radicalmente el aspecto de Lozenets y la ocupación de los locales. Hoy en día, el pueblo es un bullicioso centro turístico.
Hay una zona de villa al sur de la aldea. Varios búlgaros famosos han construido casas allí. Se incluyen las actrices Anya Pencheva y Aneta Sotirova, la cantante Beloslava, y los miembros del parlamento Zheni Zhivokova y Nikolay Nikolov.
En la zona de villa cerca de Playa Oasis, está el Lalov Egrek, centro de deportes acuáticos que tiene uno de los mayores centros de buceo de Europa. 